# Desa Sirnarasa (administrativ by i Indonesien, lat -6,65, long 107,12)
Desa Sirnarasa är en administrativ by i Indonesien.   Den ligger i provinsen Jawa Barat, i den västra delen av landet, 60 km sydost om huvudstaden Jakarta.